# Горное Око
Горное Око (другие названия — Буковинское Око, Карпатское Око) — озеро в Украинских Карпатах, расположено среди Яловичёрских гор. Признано гидрологическим заказником местного значения. Расположено в пределах Вижницкого района Черновицкой области, восточнее села Нижний Яловец на 1,5 км.
Площадь охраняемой территории равна 2,5 га. Находится в ведении «Путильского лесхоза» (укр. Путильський лісгосп). Статус охраняемой территории предоставлен согласно решению облисполкома от 17.10.1984 года № 216.
Озеро находится на высоте около 1000 метров над уровнем моря. Имеет овальную форму, длина озера — около 100 м. Максимальная глубина озера неизвестна, поскольку аквалангисты не могут достигнуть дна. Предполагается, что максимальная глубина озера — 6 м.
Озеро образовалось в результате оползня, который перегородил русло небольшого ручья. У истока озера построена бетонная дамба, которая, возможно, препятствует обмелению и заболачиванию озера.
Ближайший населённый пункт — село Нижний Яловец. Иногда озеро посещают туристы.